# Csúcs-hegyi Cső-barlang
A Csúcs-hegyi Cső-barlang a Duna–Ipoly Nemzeti Parkban elhelyezkedő Pilis hegységben, a Csúcs-hegyen található egyik barlang.

## Leírás
Csobánka szélén, a Csúcs-hegy északnyugati részén elhelyezkedő sziklacsoportban van az északnyugatra néző, természetes jellegű bejárata. A Csúcs-hegyi Cserepes-barlang melletti sziklakiszögellést megkerülve, a kiszögellés nyugati széle mentén, a sziklafal aljában nyílik. A település szélén, ahol a Kevély-nyereg felé tartó piros sáv jelzésű turistaút letér az aszfaltútról, ott kell lejtőirányba felfelé kanyarodni és akkor lehet eljutni a barlangbejáratot rejtő sziklakiszögelléshez.
A 3,6 méter hosszú barlang egyetlen szűk csőből áll. A képződménymentes barlang bejáratából az egész barlang jól megfigyelhető, ezért a barlang bejárásához nem kell felszerelés. A csőbe bekúszva a járat pár méter után elszűkül, és ember számára járhatatlan méretű hasadékban folytatódik.

## Kutatástörténet
1997. március 27-én Regős József mérte fel a barlangot és a felmérés alapján 1997. március 29-én Kraus Sándor rajzolta meg alaprajz barlangtérképét két keresztmetszettel, amely 1:50 méretarányban lett szerkesztve. 1997. májusban Kraus Sándor rajzolt helyszínrajzot, amelyen a Csúcs-hegy barlangjainak földrajzi elhelyezkedése van ábrázolva. A rajzon látható a Cső névvel jelölt barlang földrajzi elhelyezkedése. Kraus Sándor 1997. évi beszámolójában az olvasható, hogy az 1997 előtt ismeretlen Csúcs-hegyi Cső-barlangnak 1997-ben készült el a térképe. A jelentésbe bekerült az 1997-es helyszínrajz.